# 科兰古
科兰古（法語：Caulaincourt，法語發音：[kolɛ̃kuʁ]），又称科兰库尔，是法国上法蘭西大區埃纳省的一个市镇，属于圣康坦区。

## 地理
科兰古（49°51'52"N, 3°6'22"E）面积5.96 平方千米，位于法国上法蘭西大區埃纳省，该省份为法国北部内陆省份，北起北部省，西接索姆省和瓦兹省，东临阿登省和马恩省，西南至塞纳-马恩省，东北部与比利时接壤。
与科兰古接壤的市镇（或旧市镇、城区）包括：阿蒂伊、博瓦韦尔芒杜瓦、特雷夫孔、韦尔芒、珀伊。
科兰古的时区为UTC+01:00、UTC+02:00（夏令时）。

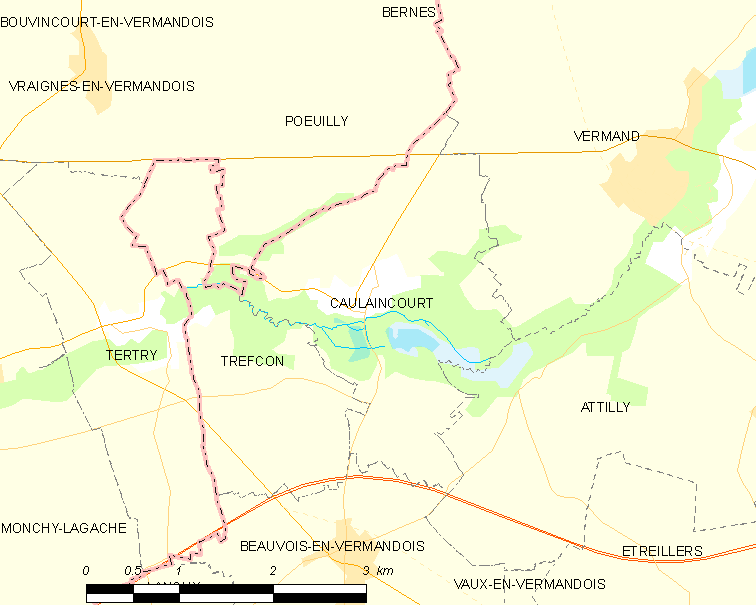
科兰古的OSM定位图

## 行政
科兰古的邮政编码为02490，INSEE市镇编码为02144。

## 政治
科兰古所属的省级选区为圣康坦第一县。

## 人口

1962-2008年间科兰古人口变化图示

科兰古于2022年1月1日时的人口数量为144人。